# Coquillettidia nigrochracea
Coquillettidia nigrochracea är en tvåvingeart som först beskrevs av Bonne-wepster 1930.  Coquillettidia nigrochracea ingår i släktet Coquillettidia och familjen stickmyggor. Inga underarter finns listade i Catalogue of Life.